# Greg Bretz
Gregory „Greg“ Bretz (* 19. Dezember 1990 in Anaheim) ist ein ehemaliger US-amerikanischer Snowboarder. Er startete in der Disziplin Halfpipe.

## Werdegang
Bretz nahm von 2004 bis 2018 an Wettbewerben der Ticket to Ride World Snowboard Tour teil. Dabei holte er in der Saison 2007/08 mit zweiten Plätzen bei der Chevrolet Revolution Tour in Copper Mountain und beim U.S. Snowboarding Grand Prix in Tamarack seine ersten Podestplatzierungen. Sein erstes FIS-Weltcuprennen fuhr er im Januar 2008 in Bardonecchia, welches er auf den 12. Platz beendete. Es folgten ein zweiter Platz in Sungwoo, ein dritter Rang in Gujo-Gifu und sein erster FIS-Weltcupsieg in Stoneham. Die Saison beendete er auf den zweiten Platz in der FIS-Weltcuphalfpipewertung. Im Januar 2010 erreichte er beim U.S. Snowboarding Grand Prix in Park City den dritten Platz. Eine Woche später errang er bei den Winter-X-Games 2010 in Aspen den vierten Platz. Bei seiner ersten Olympiateilnahme 2010 in Vancouver belegte er den 12. Platz. In der Saison 2010/11 erreichte er bei der Winter Dew Tour den dritten Platz in Breckenridge und den zweiten Rang in Ogden. Im Januar 2012 siegte er bei The Burton Pro-Test in Mammoth. Bei den Snowboard-Weltmeisterschaften 2012 in Oslo errang er den 38. Platz. Im August 2012 kam er bei den Burton High Fives im Snowpark auf den dritten Platz. In der Saison 2013/14 gewann er bei der Winter Dew Tour in Breckenridge. Bei den Burton High Fives in Cardrona und den U.S. Snowboarding Grand Prix in Copper Mountain kam er auf den zweiten Platz. Im Januar 2014 holte er bei den Winter-X-Games 2014 die Bronzemedaille. Bei den Olympischen Winterspielen 2014 in Sotschi errang er den 12. Platz. Seinen letzten internationalen Wettbewerb absolvierte er bei den Winter-X-Games 2018. Dabei wurde er Achter.